# Gabinete de los Estados Unidos
El Gabinete de los Estados Unidos es el principal órgano asesor del presidente de los Estados Unidos y está compuesto por los principales cargos de la rama ejecutiva del Gobierno federal, cuya existencia data de los tiempos de George Washington, primer presidente de los Estados Unidos, quien designó un Gabinete de cinco personas: Thomas Jefferson (secretario de Estado), Alexander Hamilton (secretario del Tesoro), Henry Knox (secretario de Guerra), Samuel Osgood (jefe del Servicio Postal) y Edmund Randolph (fiscal general), para que lo aconsejaran y asistieran en sus deberes. Los miembros del Gabinete son nominados por el presidente y presentados para ser ratificados por el Senado de los Estados Unidos por mayoría simple. Si es aprobado, presentan juramento y reciben el nombramiento de secretario, (menos el fiscal general) e inician sus deberes.

## Actuales miembros del Gabinete y funcionarios con rango de Gabinete
Las personas listadas debajo fueron nominadas por el presidente Donald Trump para formar su Gabinete de 24 personas; y fueron confirmadas por el Senado de los Estados Unidos en la fecha señalada, o se desempeñan en funciones en espera de la confirmación de los nominados.

### Vicepresidente y jefes de los departamentos ejecutivos por orden de sucesión presidencial
| Departamento                 | Cargo                                      | Titular               | Imagen | En el cargo desde     |
| ---------------------------- | ------------------------------------------ | --------------------- | ------ | --------------------- |
| Vicepresidencia              | Vicepresidente                             | J. D. Vance           |        | 20 de enero de 2025   |
| Estado                       | Secretario de Estado                       | Marco Rubio           |        | 21 de enero de 2025   |
| Tesoro                       | Secretario del Tesoro                      | Scott Bessent         |        | 28 de enero de 2025   |
| Defensa                      | Secretario de Defensa                      | Pete Hegseth          |        | 25 de enero de 2025   |
| Justicia                     | Fiscal general                             | Pam Bondi             |        | 5 de febrero de 2025  |
| Interior                     | Secretario del Interior                    | Doug Burgum           |        | 1 de febrero de 2025  |
| Agricultura                  | Secretaria de Agricultura                  | Brooke Rollins        |        | 13 de febrero de 2025 |
| Comercio                     | Secretario de Comercio                     | Howard Lutnick        |        | 21 de febrero de 2025 |
| Trabajo                      | Secretaria de Trabajo                      | Lori Chavez-DeRemer   |        | 11 de marzo de 2025   |
| Salud y Servicios Humanos    | Secretario de Salud y Servicios Humanos    | Robert F. Kennedy Jr. |        | 13 de febrero de 2025 |
| Vivienda y Desarrollo Urbano | Secretario de Vivienda y Desarrollo Urbano | Scott Turner          |        | 5 de febrero de 2025  |
| Transporte                   | Secretario de Transporte                   | Sean Duffy            |        | 28 de enero de 2025   |
| Energía                      | Secretario de Energía                      | Chris Wright          |        | 4 de febrero de 2025  |
| Educación                    | Secretaria de Educación                    | Linda McMahon         |        | 3 de marzo de 2025    |
| Asuntos Veteranos            | Secretario de Asuntos Veteranos            | Doug Collins          |        | 5 de febrero de 2025  |
| Seguridad Nacional           | Secretaria de Seguridad Nacional           | Kristi Noem           |        | 25 de enero de 2025   |

### Funcionarios con rango de miembro del Gabinete
| Departamento                            | Cargo                                                     | Titular        | Imagen | En el cargo desde     |
| --------------------------------------- | --------------------------------------------------------- | -------------- | ------ | --------------------- |
| Agencia de Protección Ambiental         | Administrador de la Agencia de Protección Ambiental       | Lee Zeldin     |        | 29 de enero de 2025   |
| Oficina de Administración y Presupuesto | Director de la Oficina de Administración y Presupuesto    | Russell Vought |        | 7 de febrero de 2025  |
| Inteligencia Nacional                   | Directora de Inteligencia Nacional                        | Tulsi Gabbard  |        | 12 de febrero de 2025 |
| Agencia Central de Inteligencia         | Director de la Agencia Central de Inteligencia            | John Ratcliffe |        | 23 de enero de 2025   |
| Oficina del Representante Comercial     | Representante Comercial                                   | Jamieson Greer |        | 27 de febrero de 2025 |
| Agencia Federal de Pequeños Negocios    | Administradora de la Agencia Federal de Pequeños Negocios | Kelly Loeffler |        | 20 de febrero de 2025 |
| Oficina Ejecutiva del Presidente        | Jefa de Gabinete                                          | Susie Wiles    |        | 20 de enero de 2025   |